# Mandalaj
Mandalaj (/ ˌmændəleɪ / ali / mændəleɪ /; burmansko မန္တလေး; MLCTS: manta.le: [màɴdəlé]) je drugo največje mesto in zadnja kraljevska prestolnica Burme. Leži 716 km severno od Jangona na vzhodnem bregu reke Iravadi. Mesto ima 1.225.553 prebivalcev (popis 2014).
Mandalaj je gospodarsko središče Zgornje Burme in središče burmanske kulture. Nenehen pritok kitajskih priseljencev v zadnjih dvajsetih letih, večinoma iz Junana, je preoblikoval narodno strukturo v mestu in povečal trgovino s Kitajsko. Kljub nedavnemu vzponu Najpjidoja ostaja Mandalaj glavno gospodarsko, izobraževalno in zdravstveno središče zgornje Burme.

## Etimologija
Mesto je dobilo ime po bližnjem gorovju Mandalaj. Ime je verjetno izpeljanka iz palija, čeprav natančen izvor ostaja nejasen. Koren besede je morda iz: "mandala" (kar pomeni krožne ravnice) , "mandare" (domnevajo, da pomeni "ugodno zemljišče")  ali "Mandara" (gora iz hindujske mitologije). 
Ko je bilo kraljevsko mesto leta 1857 ustanovljeno, je bilo uradno imenovano Jadanabon (ရတနာပုံ [jədənàbòʊɴ]), burmanska različica imena v jeziku pali Ratanapūra (ရတနပူရ), kar pomeni "[mesto], polno draguljev".  Imenovali so ga tudi Le Džun Aun Mje (လေး ကျွန်း အောင်မြေ [lé dʑʊ́ɴ àʊɴ mjè], "zmagovita dežela onkraj štirih otokov") in kraljeva palača Mja Nan San Čau (မြနန်း စံ ကျော် [mja̰ náɴ sàɴ tɕɔ̀], "slavna kraljeva smaragdna palača".

## Zgodovina

### Zgodnja zgodovina
Kot večina nekdanjih (in sedanjih) prestolnic Mjanmarja je bil Mandalaj ustanovljen v skladu z željami tedanjega vladarja. 13. februarja 1857 je kralj Mindon ustanovil novo kraljevo glavno mesto ob vznožju gorovja Mandalaj, najbrž zaradi izpolnitve prerokbe o ustanovitvi metropole budizma v točno določenem mestu ob 2400. letnici budizma. 
Novo glavno mesto je obsegalo 66 km² in je bilo obdano s štirimi rekami. Tloris citadele je bil 12 x 12 kvadratnih blokov, znotraj tega pa je bil 16 kvadratnih blokov velik kompleks kraljeve palače. 413 hektarjev velika trdnjava je bila obkrožena s štirimi 2032 m dolgimi zidovi in 64 m širokim in 4,6 m globokim jarkom. Na razdalji 169 m vzdolž zidu so bili stolpiči z zlato konico za stražarje.  V obzidju so bila tri vrata na vsaki strani, pet mostov je prečkalo jarek. Poleg tega je kralj dal zgraditi tudi pagodo Kuthodo z dvorano upamsada Pahtan-ho Šve Tein (upasampadā v paliju pomeni "obred posvečenja, s katerim se zavežeš za budistično meniško življenje"), "zajat" ali zatočišče za potnike, thudamo "dobra dharma", kraj za verske priložnosti in tudi srečanje vaščanov, da bi razpravljali o potrebah in načrtih vasi, in knjižnico za svete budistične spise. Junija 1857 je bila nekdanja kraljeva palača Amarapura razstavljena in s sloni preseljena na novo lokacijo ob vznožju gorovja Mandalaj, čeprav je bila gradnja palače uradno končana šele dve leti pozneje, v ponedeljek, 23. maja 1859.
Naslednjih 26 let je bil Mandalaj zadnje kraljevsko glavno mesto zadnjega samostojnega burmanskega kraljestva pred končno priključitvijo Veliki Britaniji. Mandalaj je prenehal biti glavno mesto 28. novembra 1885, ko so Britanci poslali kralja Tiba in kraljico Supajalat v izgnanstvo, kar se je končalo s tretjo angleško-burmansko vojno.

### Kolonialni Mandalaj (1885–1948)
Medtem ko je bil Mandalaj še naprej glavno mesto Zgornje Burme med britansko kolonialno vladavino, je bil komercialni in politični pomen preusmerjen v Jangon (Rangun). Britanski pogled na razvoj Mandalaja (in Burme) je bil v glavnem trgovske narave. Železnica je dosegla Mandalaj leta 1889, manj kot štiri leta po priključitvi, prva šola v Mandalaju, Mandalay College, je bil ustanovljen šele 40 let pozneje, leta 1925. Britanci so palačo izropali, nekateri zakladi so še vedno na ogled v londonskem muzeju Victoria in Albert. Palačo so preimenovali v trdnjavo Dufferin in jo uporabljali za namestitev vojakov.
V obdobju kolonializma je bil Mandalaj središče burmanske kulture in budističnega učenja in kot zadnja kraljeva prestolnica po mnenju Burmancev glavni simbol suverenosti in identitete. Med svetovnima vojnama je bilo mesto osrednja točka Zgornje Burme vseh protestov proti britanski vladavini. Z britansko vladavino je prišlo v mesto veliko priseljencev iz Indije. Med letoma 1904 in 1905 je kuga pomorila približno eno tretjino prebivalstva, veliko ljudi pa je pobegnilo iz mesta.
Med drugo svetovno vojno je Mandalaj utrpel uničujoče zračne napade. 3. aprila 1942 so med japonskim osvajanjem Burme Japonske cesarske letalske sile (Dainippon Teikoku Rikugun Kōkūtai) izvedle obsežne napade na mesto. Ker je bilo mesto nemočno in njegova obramba šibka ter uničena v prejšnjem bombnem napadu, niso naleteli na nobeno nasprotovanje britanske RAF, saj so bila vsa njihova letala umaknjena v Indijo. Tri petine hiš je bilo uničenih in 2000 civilistov ubitih.  Mnogi so se spet vrnili v mesto od maja 1942 do marca 1945, ko so ga zasedli Japonci. Palačo in citadelo so Japonci spremenili v skladišče, ki je do tal pogorelo ob bombardiranju; samo kraljeva kovnica in stražni stolp sta ostala (natančna replika palače je bila narejena v 1990-tih).

## Današnji Mandalaj (po letu 1948)
Ko se je leta 1948 Burma osamosvojila in ni bila več pod Veliko Britanijo, je bil Mandalaj še naprej glavno kulturno, izobraževalno in gospodarsko središče Zgornje Burme. Do leta 1990 je večina študentov iz Zgornje Burme prišla študirat v Mandalaj. Do leta 1991 so bile Mandalska univerza, Medicinska fakulteta in Obrambna akademija edine tri univerze v Zgornji Burmi.
Novembra 1959 je Mandalaj praznoval svojo stoletnico s festivalom ob vznožju pogorja Mandalaj. Izdani so bili tudi posebni spominski žigi.
Med vladavino generala Ne Vina (1962-1988) se je mestna infrastruktura poslabšala. V zgodnjih 1980-ih je drugo največje mesto v Burmi spominjalo na mesto z majhnim povečanjem zgradb in prašnimi ulicami, napolnjenimi pretežno s kolesi. V 1980-tih sta mesto prizadela dva večja požara. Maja 1981 je požar porušil več kot 6000 hiš in javnih zgradb, bilo je več kot 36.000 brezdomcev. 24. marca 1984 je še en požar uničil 2700 stavb in 23.000 ljudi je ostalo brez domov.  Požari še naprej ogrožajo mesto. Velik požar v februarju 2008 je uničil drugi največji trg v Mandalaju, trg Jadanabon, in še en velik požar je februarja 2009 uničil 320 domov in pustil več kot 1600 ljudi brez strehe nad glavo. 
Požari v 1980-tih so bistveno spremenili mesto, njegov videz in etnično sestavo. Ogromna požgana zemljišča so ostala po požarih nezasedena in so jih pozneje kupili večinoma  Kitajci, od katerih so mnogi nedavni priseljenci iz Junana. Pritok Kitajcev se je povečal med vojaško vlado leta 1988. Samo v 1990-tih je prišlo približno 250.000 do 300.000 Junančanov. Verjetno so se preselili v Mandalaj. Danes je v mestu približno 30 do 40 odstotkov Kitajcev in so podvojili število mestnih prebivalcev s približno 500.000 v letu 1980 do enega milijona leta 2008. Kitajski festivali so zdaj trdno zasidrani v mestnem kulturnem koledarju. Burmanci pogosto očitajo, da Mandalaj postaja skoraj satelit Kitajske in da je romantičnost starega Mandalaja že davna preteklost. 
Kitajci so gospodarsko oživili mestno središče, ki je zdaj obnovljeno z bloki, hoteli in nakupovalnimi središči. Mesto spet postaja trgovsko središče, ki povezuje Spodnjo in Zgornjo Burmo, Kitajsko in Indijo. Kitajci prevladujejo v središču mesta in druge izrivajo v predmestje. Mandalaj je praznoval svoj 150. rojstni dan 15. maja 2009, točno ob 4.31 in 36 sekund. 
Kljub nastanku Najpjidava, današnjega glavnega mesta Mjanmarja leta 2006, Mandalaj ostaja glavno poslovno, izobraževalno in zdravstveno središče Zgornje Burme.

## Geografija
Mandalaj leži v osrednjem suhem območju Burme ob reki Iravadi pri 21,98 ° severno, 96,08 ° vzhodno, na nadmorski višini 64 metrov. Njegov standardni časovni pas je UTC/GMT + 6.30 ure.
Mandalaj leži ob prelomu Sagainga, stiku tektonske plošče med Indijo in ploščo Sunda (največji potres v zgodovini Mjanmarja z magnitudo 7 je bil leta 1956, razdejanje je bilo največje v bližini Sagainga, 20 km JZ od Mandalaja, in je znan kot veliki potres Sagaing. 
Mandalaj ima tropsko mokro in suho podnebje po podnebni razvrstitvi KÖPPEN, ima opazno toplejša in hladnejša obdobja leta. Povprečne temperature v januarju, hladen mesec, se gibljejo okrog 21 °C, medtem ko je najtoplejši mesec april, povprečje je 31 °C. Zelo vroče je aprila in maja, povprečna visoka temperatura je nad 35 °C. Nič nenavadnega niso temperature, ki v teh dveh mesecih presežejo 40 °C. Mandalaj ima mokre in suhe dobe skoraj enako dolge kot mokre, od maja do oktobra, suha doba je v preostalih šestih mesecih. Najvišja zanesljivo zapisana temperatura v Mandalaju je bila 45,6 °C in najnižja 5,6 °C. 

## Znamenitosti
- Samostan Atumaši: "atumaši čaung" dobesedno pomeni neponovljiv samostan, je ena najbolj znanih znamenitosti. Prvotna struktura je bila uničena zaradi požara leta 1890, ohranil se je le zidan podstavek. Med razcvetom je bil res nepozaben. 2. maja 1995 ga je začela obnavljati vlada in je bil končan junija 1996.
- Replika Pagode relikvije Budovega zoba: Ena od Budovih svetih replik zoba je relikvija,  shranjena v pagodi Mandalaj Svedo na hribu Maha Damajanti v mestnem okrožju Amarapura. Pagoda je bila zgrajena z denarnimi donacijami, ki so jih prispevali prebivalci Burme in budisti z vsega sveta pod nadzorom burmanske vojaške vlade. Vlada in donatorji so predali pagodi še šve htido (sveti zlati dežnik), hngetmjatnado (sveto ptico vetrnico) in seinpudo (sveti diamantni popek) 13. decembra 1996.
- Pagoda Kutodo (Kuthodaw) (največja knjiga na svetu): zgradil jo je kralj Mindon leta 1857; po zgledu pagode Švezigon v Njaung Uju je obdana s 729 pokončnimi kamnitimi ploščami, na katerih je vpisano celotno budistično pismo, kot je bilo zapisano in odobreno na peti budistični sinodi. Znana je kot "največja knjiga na svetu" za kamnite spise.
- Tempelj Kjauktodži (Kyauktawgyi): Blizu južnega pristopa k pogorju Mandalaj stoji podoba Kjauktodži Bude, ki jo je zgradil kralj Mindon leta 1853-1878. Podoba je izklesana iz ogromnega kosa marmorja. Kipi 80 arhatov (veliki Budovi učenci) so postavljeni okoli podobe, 20 na vsaki strani. Podobe so bile končane leta 1865.
- Tempelj Mahamuni Buda: pravijo, da je bila podoba narejena, ko je Buda še živel in da jo je 7-krat objel, kar naj bi jo oživilo. Zato pobožni budisti verjamejo, da je živ in se obračajo nanj kot na mahamunija – sveto živo podobo. Kot spoštovanje svete pagode v Mandalaju jo je zgradil kralj Bodopaja leta 1784. Podoba v sedečem položaju je visoka 3,8 m. Ker je bila prinesena iz države Rakhine, je bil imenovan tudi Veliki Rakhine Buda. Zgodnji jutranji obred pranja obraza Budove podobe spremlja velika množica romarjev. Velika podoba velja tudi kot največja poleg pagode Švedagon. Obisk Mandalaja je nepopoln brez obiska te pagodečo.
- Pogorje Mandalaj: hribovje je že dolgo časa sveta gora. Legenda pravi, da je Buda na obisku prerokoval, da bo v njenem vznožju ustanovljeno veliko mesto. Pogorje Mandalaj je visoko 230 metrov in z njega je čudovit pogled na mesto in okolico. Gradnja ceste do vrha hriba je že končana.
- Palača Mandalaj: Celotna veličastna palača je bila uničena zaradi požara med drugo svetovno vojno. Fino zgrajene palače, mestna vrata s svojimi okronanimi lesenimi paviljoni in jarek, ki ga obkroža, so še vedno veličasten prizor, "Mja-nan-san-čo Švenando" je bila obnovljena s prisilnim delom. Model palače, Nanmjint-saung in kulturni muzej so znotraj zemljišča palače.
- Samostan Švenando (Shwenandaw) je znan po svojih zapletenih rezbarijah. Samostan je krhek spomin na staro palačo Mandalaj. Pravzaprav je bil del stare palače pozneje preseljen na trenutno lokacijo v času kralja Tibava, leta 1880.
- Kitajski tempelj v Mandalaju: kitajski tempelj, znan po svojih starih umetniških arhitekturah in kulturnih artefaktih kaže staro zgodovino Mandalaja.
- Jadanabon živalski vrt: majhen živalski vrt med Mandalajsko palačo in gorovjem Mandalaj ima več kot 300 vrst živali in je edini živalski vrt, v katerem so burmanske pokrite želve (Batagur trivittata, družina Geoemydidae).

## Uprava
Komite mesta Mandalaj za razvoj (MCDC) je mestna vlada okrožja Mandalaj in je sestavljena iz sedmih mestnih okrožij.
- Amarapura
- Aungmjetazan
- Čanajetazan (center)
- Čanmjatazi
- Maha Aaundžmje
- Pateindži
- Pjidžidagun

## Promet
Strateška lega Mandalaja v osrednji Burmi je pomembno vozlišče za prevoz ljudi in blaga. Mesto je povezano z drugimi deli države, Kitajsko in Indijo z več prometnimi sistemi.

### Letalski promet
Mednarodno letališče Mandalaj je eno največjih in najsodobnejših letališč v Mjanmarju. Zgrajeno je bilo za 150 milijonov ameriških dolarjev leta 2000, a je zelo podcenjeno; uporabljajo ga predvsem za notranje lete, razen za Kunming z Air Asia in v/iz Bangkoka z Bangkok Airways. Letališče je bilo slabo načrtovano in kaže močno naklonjenost za projekt "beli slon" ("beli slon" je posest, s katero njegov lastnik ne more razpolagati in za katero so stroški, predvsem vzdrževanje, v sorazmerju z njeno uporabnostjo; izraz izhaja iz zgodbe, da so bili kralji Siama, zdaj Tajska, navajeni, da so dali za darilo eno od teh živali, da so uničili prejemnika s stroški za njeno vzdrževanje; v sodobni uporabi je to objekt, načrt, poslovni podvig itd., ki ni uporaben ali je brez vrednosti).  Nedavno odprtje letališča bo omogočilo, da bo V Mnjanmar prišlo več obiskovalcev iz Bangkoka.
Letališče je 45 km oddaljeno od mesta, do njega vodi sodobna avtocesta, za katero je treba plačati cestnino.

### Rečni promet
Reka Iravadi je glavna prometna žila za prevoz blaga, kot so kmetijski pridelki, predvsem riž, fižol in stročnice, jedilno olje, keramika, bambus in tikovina.

### Železnica
Glavna železniška postaja v Mandalaju je izhodišče za glavno progo proti Jangonu in začetna točka odcepa za Pjin U Lvin (Majmjo), Lašio, Moniva, Pakoku, Kalaj, Gandžo in na sever v Švebo, Kolin, Nabo, Kanbalu, Mohnjin, Hopin, Mogaung in Mjitkjino.
Mandalaj nima mestne železnice.

### Ceste
Mandalaj je dobesedno v središču cestnega sistema. Cestno omrežje povezuje: 
- Zgornjo Burmo in Kitajsko: cesta Mandalaj–Tagaung–Bamo–Mjitkjina, cesta Mandalaj–Mogok–SiU–Bamo, cesta Mandalaj–Lašio–Muse (del azijske avtoceste št. 14 ali AH 14)
- Zahodna Burma in Indija: cesta Mandalaj–Sagaing–Moniva–Kaleva–Tamu
- Spodnja Burma: hitra cesta Jangon-Mandalaj in AH 1

Večina odsekov teh cest ima en prometni pas in je v slabem stanju.
Marca 2008 je imel Mandalaj 81.000 registriranih motornih vozil in neznano število neregistriranih vozil. Število vozil na milijon prebivalcev je zelo majhno, promet v Mandalaju je zelo kaotičen s tisoči koles in neregistriranimi motocikli, ki se vozijo vsevprek po ulicah. V primerjavi z Jangonom, kjer so motorna kolesa, tricikli in kolesa prepovedani v središču mesta, dovoljeni le v predmestjih, v Mandalaju ni tako. Da mnogi semaforji v Mandalaj ne delujejo, le pripomore h kaosu.

## Demografija
Ocena ZN 2007 kaže, da ima Mandalaj skoraj 1 milijon prebivalcev. Leta 2025 bo po napovedih skoraj 1,5 milijona prebivalcev. Čeprav je Mandalaj tradicionalno branik burmanske kulture, je ogromen pritok Kitajcev v zadnjih 20 letih dejansko potisnil Burmance iz središča mesta. V tujini rojeni Kitajci zlahka pridobijo burmansko državljanstvo na črnem trgu. Ludu Do Amar iz Mandalaja, resna pisateljica in novinarka, ki je umrla aprila 2008, je nekoč dejala, da se ji je zdelo, da so "na črno kolonija Junana". Danes je ocenjeno, da je v mestu 40 % do 50 % Kitajcev (Junančanov je približno 30 % vseh prebivalcev v Mandalaju) in so velik tekmec Burmancem. V Mandalaju prebiva tudi precejšnja skupnost burmanskih Indijcev.
Burmanščina je še vedno glavni jezik v mestu, čeprav se mandarinska kitajščina vse bolj sliši v mestnih poslovnih središčih, kot sta Kitajska četrt in trg Zedžo. Angleščina je tretji jezik, ki ga govori le mestna elita.

## Kultura
Mandalaj je kulturno in versko središče burmanskega budizma, ki ima številne samostane in več kot 700 pagod. Ob vznožju gorovja Mandalaj je sedež svetovne uradne "budistične biblije", znane tudi kot največja knjiga na svetu, v  pagodi Kutodo. Slog mandalajske podobe Bude in mnogi Budovi kipi so bili darilo kralja Mandona, ki je bil pobožen budist. Z njimi je napolnil Mandalaj in z leti se je mandalajska budistična umetnost uveljavila kot čista umetnost Mjanmarja. 729 plošč iz kamna je skupaj z napisom celotnega budističnega kanona spravljenih, vsaka je v svoji beli stupi. Stavbe znotraj starega mandalajskega mestnega obzidja, obdanega z jarkom, ki je bilo popravljeno v zadnjem času s pomočjo zapornikov, obsegajo palačo, večinoma uničeno med drugo svetovno vojno. Zdaj so jo nadomestili z repliko in je zapor, vojaška posadka, sedež Centralnega vojaškega poveljstva.

## Gospodarstvo
Mandalaj je pomembno trgovsko in komunikacijsko središče za severni in osrednji Mjanmar. Velik del burmanske zunanje trgovine s Kitajsko in Indijo gre skozi Mandalaj.
Med vodilnimi tradicionalnimi panogami so tkanje svile, tapiserije, obdelava žada, obdelava kamna in lesa, izdelava marmornih in bronastih Budovih podob, tempeljskih okraskov in pripomočkov, izdelava zlatih in srebrnih listov, izdelava vžigalic, pivovarne in destilarne.
Od leta 1990, ko so Združene države Amerike in Evropska unija uvedle sankcije, v mandalajskem gospodarstvu vse bolj prevladujejo Kitajci.

## Pobratena mesta
- Cirebon, Indonezija
- Phnom Penh, Kambodža
- Kunming, Kitajska

## Mandalaj v popularni kulturi

### Muzikal
- Kurt Weill je napisal muzikal Srečen konec (1929), ki vključuje "Mandalay Song". Mandalaj je omenjen tudi v sceni v bordelu v njegovi operi Vzpon in padec mesta Mahagonny.
- Midnight Oil so napisali pesem Mountains Of Burma leta 1990 in je na albumu Blue Sky Mining, v kateri omenjajo "cesto v Mandalaj".

### Film
- Vrstica v pesmi iz filma Pet tednov v balonu (1962) pravi: "Jaz ne bi zamenjal s kraljem Mandalaja".
- V Lady Chatterley, v filmu Kena Russella (1993), Lady Chatterley in njena sestra načrtujeta potovanje v Mandalaj, da bi obiskali svojega očeta.
- Manderlay (2005) je film Larsa von Trierja.
- V indijskem filmu 3 idioti je omenjen Mandalaj kot kraj nakupa rubinaste ogrlice.

## Galerija
- Gorovje Mandalaj
- Gorovje Mandalaj iz Minguna čez reko Iravadi
- Razgled z gorovja Mandalaj
- Razgled
- Mandalajska palača - nadzorni stolp
- Dvorana Hluto v Mandalajski palači
- Mahamuni Buda, rakhinska mojstrovina
- Mandalajska deklica
- Šve Čaung, znamenit samostan
- Samostan Atumaši
- Sedaj nekdanji stari most Sagaing